# Drugi način
Drugi način je jugoslovenska i hrvatska rok grupa, osnovana 1974. godine. Ime preuzimaju iz pjesme Federika Garsia Lorke, Na drugi način. U Junu 1975. godine, objavljuju svoj prvi studijski album Drugi način.
Krajem 1976, Branko Požgajec odlazi na odsluženje vojnog roka, a iz grupe odlaze i Ismet Kurtović i Halil Mekić, da bi kratkotrajno osnovali grupu Nepočin i s njim snimili album, Svijet po kome gazim, (1978). Povratkom Požgajeca iz JNA, Drugi način se nanovo okuplja 1978. godine. Objavljuju dva singla 1978. i 1979. godine, te drugi studijski album 1982. godine. Tokom osamdesetih grupa često mijenja članove benda ali i intenzivno nastupa.
Krajem 1980-ih kratkotrajno prestaju s radom. Godine 1992. Branko Požgajec ponovo okuplja Drugi način i objavljuje album sa svojim starim hitovima, koje je snimio tokom sedamdesetih i osamdesetih godina.

## Formiranje benda
Branko Požgajec (vokal, klavijature i flauta), Halil Mekić (gitara) Poldrugac Vjekoslav Wossh (bas gitara), početkom 1970-ih sviraju u bendu Novi akordi. Sa njima je u to vrijeme svirao i bubnjar Adonis Dokuzović. Nakon odlaska Halila Mekića na odsluženje vojnog roka, u bend dolazi Ismet Kurtović Ićo, koji osim što svira gitaru, još pjeva i svira flautu, a ostaje u bendu i nakon povratka Mekića iz JNA. 1973. godine Novi akordi objavljuju svoj drugi singl sa kompozicijama Opet... i Odlazak (muzika i aranžmani: Branko Požgajec, Poldrugac Vjekoslav tekstovi Lidija Matjačić). U Decembru 1972. godine bubnjar Adonis Dokuzović ih napušta, i kasnije prelazi u Divlje jagode, a na njegovo mjesto dolazi Miroslav Budanko-Ajzić.
U jesen 1973 grupu napuštaju Požgajec, Kurtović i Mekić i osnivaju grupu Drugi način sa članovima Požgajec - Kurtović-Mekić -Turina i Mikulcić. Ime preuzimaju (na prijedlog Branka Požgajeca) iz pjesme Federica García Lorce, Na drugi način. Odabir logotipa grupe (oko sa dvije zjenice) i originalna slova za ime. to sve umjetnički uobličuje strip-autor Igor Kordej.
Pišu nove skladbe i prezentiraju ih po koncertima u Sloveniji ali i u zagrebačkim klubovima, najviše u klubu Big Ben.

## Prvi album: "Drugi način"
Tokom Decembra 1974. i Januara 1975. godine, odlaze u ljubljanski studio Akademik i snimaju materijal za svoj prvi album.  Tokom potrage za izdavačem nastaju problemi jer ih Jugoton odbija, a ugovor s izdavačem Suzy raskidaju radi nesuglasica oko dizajna omota albuma. Prihvata ih PGP RTB (mada i oni više slučajno nego što su vjerovali u ponuđeni materijal) jer se tadašnjem uredniku svidio moderni dizajn albuma te potpisuju ugovor bez preslušanog materijala. Album odmah po izlasku privlači obožavatelje i vremenom je bio nekoliko puta nanovo objavljivan. Dio tekstova, povezne stihove na omotnici ploče kao i komentar teme albuma, napisao je Boris Turina Turko, koji recitativom počinje jednu od većih uspješnica s albuma Stari grad. Na albumu se u ulozi tekstopisaca pojavljuju Lidija Matjačić (Opet), Davor Alačević (Carstvo samoće) i Gojko Bjelac (Lile su kiše i Stari grad). Muziku i aranžmane na albumu rade Branko Požgajec, Halil Mekić i Ismet Kurtović Ićo, koji na materijalu pjevaju i sviraju flaute. U to vrijeme flautu u rok muzici proslavio je britanski rok bend Jethro Tull, a Drugi način je imao dvije, a njihova efektnost vidi se u kompozicijama: Lile su kiše, Žuti list i Stari grad.
1976. godine, Branko Požgajec odlazi na odsluženje vojnog roka, a dvojac Ismet Kurtović Ićo i Halil Mekić, koriste to vrijeme za osnivanje muzičke grupe Nepočin (naziv uzimaju iz pjesme "Nepočin polje", koju je napisao srpski pjesnik Vasko Popa), s kojim objavljuju jedan studijski album Svijet po kome gazim (1978). Pored Kurtovića i Mekića, taj bend su još činili basist Božo Ilić Dugi, klavijaturist Damir Šebetić i bubnjar Branko Knežević Kneža (kasnije član benda Aerodrom i Sevdah Shuttle Band).
Nakon povratka Požgajeca iz JNA, Drugi način nastavlja s radom, u grupu dolaze novi gitaristi Branko Bogunović i Nikola Gečević Koce (bivši član benda Stakleno zvono). Redovno snimaju i sviraju po prostoru bivše Jugoslavije, a 1978. objavljuju singl s kompozicijama Prođe ovaj dan i Zadnji put. Nakon toga, Drugi način ponovo doživljava promjene. Godine 1979. muzička grupa napušta Boris Turina Turko (posvećuje se sportu) i Branko Bogunović, koji osniva džez-rok grupa Obećanje proljeća. Na njihova mjesta dolaze Miroslav Budanko-Ajzić (bubnjevi) i Robert Krkač (gitara). Iste godine grupa objavljuje još jedan singl sa pjesmama Balada o osmjehu i Obećaj mi proljeće. Nakon iscrpljujuće ljetne turneje sa kojom su obišli cijelu jadransku obalu, Požgajec na kratko vrijeme raspušta grupa. Krkač na poziv Jure Stublića prelazi u muzičku grupu Film, kako bi zamijenio njihovog gitaristu Mladena Juričića koji je otišao na odsluženje vojnoga roka. Godine 1980. godine Branko Požgajec okuplja Drugi način dovodeći u bend nanovo Ismeta Kurtovića Iću i Halila Mekića, a sa njima ponovo dolazi i basista Božo Ilić Dugi.

## Drugi album: "Ponovno na putu"
Uz Miroslava Budanka-Ajzića na bubnjevima, bend intenzivno nastupa i priprema pjesme za drugi studijski album. 
Ne slažući se s dijelom materijala, Mekić odlazi iz grupe, a početkom 1982. godine na njegovo mjesto dolazi mladi gitarista Danijel Veličan, koji sa Drugim načinom snima drugi studijski album Ponovno na putu (Suzy). Većinu tekstova za ovaj album napisao je Fikret Kurtović Fifi, brat Ismeta Kurtovića. Album nije popratio veći uspjeh, ali se izdvojila pjesma Piši mi. Drugi način redovno nastupa na turnejama i održavaju do 150 koncerata, svirajući pritom i stranu muziku. Drugi način je u tom periodu umeo da održi i do 4 koncerta u 3 grada za 26 časova.
Budući da im muzički stilovi krajem 1970-ih i početkom 1980-ih nisu išli na ruku, gdje je već dominirao novi val, polako su gubili popularnost i počeli se povlačiti s scene, da bi se na kraju pojavljivali u javnosti samo na prigodnim koncertima. Jedan od tih koncerata u to vrijeme dogodio se u Zenici, gdje je oko 8000 njihovih obožavatelja strepilo da će koncert biti otkazan zbog kiše. Drugi način izlazi na scenu i počinje koncert numerom "Lile su kiše", što je izazvalo erupciju publike i koncert je održan do kraja. Prema kraju dekade 1980-ih grupa usporava tempo te nastupa vrlo rijetko, da bi 1990. godine prestao s radom.
Nakon duže pauze Branko Požgajec 1992. godine uz pomoć kolege Bože Ilića Dugog (bas gitara), Davora Senčara (gitara), Dražena Kovača (bubnjevi) i Maria Mauera (klavijature), nanovo snima stare kompozicije uz dvije nove (Jer postoji ona i A 'La Vild). Materijal izlazi na kaseti, CD-u ali i na vinilu kao LP u ograničenoj seriji (500 primjeraka). Nakon te ploče diskografska kuća Croatia Records zauvijek obustavlja proizvodnju vinilinih gramofonskih ploča. Album je objavljen pod imenom Drugi način. Na materijalu su radili, Božo Ilić Dugi, jedini iz stare postave grupe, Davor Senčar (Legija), Dražen Kovač (Regata) i klavijaturista Mario Mauer.
Drugi način 1998. godine nastupa na neumskom festivalu sa svojom kompozicijom "Seoska djevojka", te često održava koncerte po Njemačkoj, Austriji i Švajcarskoj.

## Novije doba
Bend Drugi način još jednom se okuplja u Maju 2000. godine i nastupa u zagrebačkom Domu sportova, kao predgrupa svom uzoru, poznatoj grupi Jethro Tull.
Godine 2008. godine bend se ponovno aktivira u postavi: Branko Požgajec, Božo Ilić Dugi, Ernest Vinković, klavijaturist Damir Vuk, gitarist Mario Domazet i bubnjar Mladen Palenkaš, te počinje nastupati.
Nastupe intenzivira u 2009. godini u kojoj obilježava 35 godina od svog osnivanja i snimaju za naredni album.
U Decembru 2018. nastupali su u zemunskom klubu FEST.

## Muzičari koji su svirali u Drugom načinu
Kroz proteklih 35 godina kroz bend su prošli brojni muzičari (hronološki popis):
- Branko Požgajec - vokal, klavijature, glasovir, orgulje, flauta, kompozitor
- Ismet Kurtović Ićo - vokal, gitara, akustična gitara, flauta, kompozitor
- Halil Mekić - gitara, vokal, kompozitor
- Željko Mikulčić - bas gitara, vokal
- Boris Turina Turko - bubnjevi, udaraljke, vokal, tekstopisac
- Branko Bogunović - gitara
- Nikola Gečević Koce - gitara, vokal
- Miroslav Budanko-Ajzić - bubnjevi, udaraljke
- Robert Krkač - gitara
- Božo Ilić Dugi - bas gitara
- Danijel Veličan - gitara
- Davor Senčar - gitara
- Damir Lipošek Keks - gitara
- Dražen Kovač - bubnjevi
- Ernest Vinković - gitara, vokal
- Darko Hajsek - klavijature
- Mario Mauer - klavijature, vokal
- Damir Vuk - klavijature, vokal
- Branko Bardun - klavijature
- Mario Domazet - gitara
- Mladen Palenkaš - bubnjevi

## Diskografija

### Singlovi
- Opet / Odlazak - (Jugoton, 1973)
- Dugi put / Izgubljena žena - (PGP RTB, 1975)
- Jugoslavija / Crnogorsko kolo - (PGP RTB, 1976)
- Prođe ovaj dan / Zadnji put - (Jugoton, 1978)
- Obećaj mi proljeće / Balada o osmijehu - (Jugoton, 1979)

### Albumi
- Drugi način - (PGP RTB, 1975)
- Ponovno na putu - (Suzy, 1982)
- Drugi način - (Croatia Records, LP 1992, CD 1994)
- Drugi način: Drugi način (1975) + Nepočin: Svijet po kojem gazim (1977) (PGP RTS/Tapped Pictures, 1999)

## Festivali
Etnofest Neum:
- Seoska djevojka, '98

## Spoljašnje veze
- Službene stranice grupe
- Discogs.com - Drugi način